# Neustädter Marienkirche
La chiesa evangelica luterana Neustädter Marienkirche (in tedesco Neustädter Marienkirche) è la principale edificio di culto di Bielefeld. La chiesa, costruita, in stile gotico, dal 1293, è un elemento caratterizzante del paesaggio urbano di Bielefeld e si trova nel quartiere Mitte.

## Storia
La chiesa fu costruita ai piedi del castello di Sparrenberg modificando e ampliando una chiesa preesistente, su proposta del conte Ottone III di Ravensberg, che, nel 1292, presentò il suo piano al vescovo di Paderborn. Il giorno di fondazione fu il 14 luglio 1293. La chiesa ebbe varie fasi costruttive ed assunse la forma attuale nel 1512 circa. La parte occidentale con le due torri di facciata era stata completata nel 1494. Riconoscendo come fondatore il conte di Ravensberg, la chiesa è chiamata anche "Cattedrale di Ravensberg". Dal 1948 è il luogo di predicazione della Chiesa evangelica della Westfalia.
Durante la Riforma protestante, che raggiunse Bielefeld intorno al 1542, la chiesa fu utilizzata contemporaneamente sia dai cattolici che dai luterani. La maggior parte dei canonici rimase cattolica e, per un certo periodo, i canonici hanno tenuto una messa di rito cattolico nel coro della chiesa, mentre, nella navata, che era separata dal coro da un tramezzo, la funzione religiosa veniva celebrata con "predicazione evangelica" e canti in tedesco.
Dal 1875 fino alla seconda guerra mondiale, la Neustädter Marienkirche servì anche come luogo di culto per l'antica comunità cattolica di Bielefeld, che si fuse con la comunità di Münster dopo la guerra.
Durante il grande bombardamento su Bielefeld del 30 settembre 1944, il tetto e le guglie furono distrutte, ma le volte rimasero intatte. Il nuovo tetto della navata è stato realizzato intorno al 1947; le guglie furono ricostruite nel 1966.